# Lago Puelo
Lago Puelo est une localité argentine située dans le département de Cushamen, dans la province de Chubut.

## Démographie
La localité compte 6 038 habitants (Indec, 2010), ce qui représente une augmentation de 49,7 % par rapport au précédent recensement de 2001 qui comptait 4 046 habitants.
Au nord de Lago Puelo, sont situées les localités de Paraje Entre Ríos (es), Cerro Radal et Las Golondrinas qui sont gérées par la municipalité de Lago Puelo.

## Religion
| Prélature territoriale | Esquel                   |
| ---------------------- | ------------------------ |
| Paroisse               | Nuestra Señora de Fátima |